# Luca Matfeiciuc
Luca Matfeiciuc a fost un politician moldovean, ales în Sfatul Țării. 

## Sfatul Țării
Luca Matfeiciuc, de naționalitate ucrainean, a fost ales în Sfatul Țării de cătr Organizația națională a ucrainenilor.